# ویلیام هارکورت، سومین ارل هارکورت
ویلیام هارکورت، سومین ارل هارکورت (انگلیسی: William Harcourt, 3rd Earl Harcourt؛ ۲۰ مارس ۱۷۴۳ – ۱۷ ژوئن ۱۸۳۰) فرد نظامی اهل پادشاهی بریتانیای کبیر بود. وی همچنین برندهٔ جوایزی همچون نشان حمام شده‌است.